# Мухин, Николай Данилович
Николай Данилович Мухин — советский хозяйственный и государственный деятель, Герой Социалистического Труда.

## Биография
Родился в 1927 году на территории современной Самарской области. Член КПСС.
Окончил Сызранский нефтяной техникум.
В 1950—1953 — бурильщик, буровой мастер, старший инженер треста «Чапаевскнефть» Куйбышевской области.
В 1953—1960 — директор Похвистневской конторы бурения, начальник участка Серноводской конторы бурения Куйбышевского совнархоза.
В 1960—1963 — буровой мастер Чубовской конторы бурения треста буровых работ № 2 Средне-Волжского совнархоза.
В 1963—1982 — буровой мастер конторы разведочного бурения № 1 треста «Куйбышевнефтеразведка» объединения «Куйбышевнефть» Министерства нефтедобывающей промышленности СССР.
Указом Президиума Верховного Совета СССР от 23 мая 1966 года присвоено звание Героя Социалистического Труда с вручением ордена Ленина и золотой медали «Серп и Молот».
Делегат XXIII съезда КПСС.
Умер в 1991 году в городе Кинель.

## Награды и звания
- Герой Социалистического Труда (23.05.1966)
- Орден Ленина (23.05.1966)
- Орден Трудового Красного Знамени (29.04.1963)